# توکچون
توکچون (به لاتین: Tokchon) یک شهر در کره شمالی است که در استان پیونگان جنوبی واقع شده‌است.

## خصوصیات
توکچون ۲۳۷٬۱۳۳ نفر جمعیت دارد.